# 112. Kongress der Vereinigten Staaten
Der 112. Kongress der Vereinigten Staaten ist die Legislaturperiode von Repräsentantenhaus und Senat in den Vereinigten Staaten zwischen dem  3. Januar 2011 und dem 3. Januar 2013. Die Abgeordneten des Repräsentantenhauses sowie 37 Senatoren (34 Senatoren der Klasse III plus drei weitere zur Besetzung von durch Tod oder Rücktritt frei gewordenen Sitzen) wurden in den Kongresswahlen vom 2. November 2010 gewählt. Der Kongress tagte in der amerikanischen Bundeshauptstadt Washington, D.C.

## Senat
| Partei | Partei                 | Senatoren |
| ------ | ---------------------- | --------- |
|        | Demokratische Partei   | 53        |
|        | Republikanische Partei | 47        |
| Summe  | Summe                  | 100       |

## Repräsentantenhaus
| Partei | Partei                 | Abgeordnete | Stimmenanteil | Delegierte und Resident Commissioner |
| ------ | ---------------------- | ----------- | ------------- | ------------------------------------ |
|        | Demokratische Partei   | 193         | 44,4 %        | 6                                    |
|        | Republikanische Partei | 242         | 55,6 %        | 0                                    |
|        | Unabhängige/sonstige   | 0           | 0,0 %         | 0                                    |
| Summe  | Summe                  | 435         |               |                                      |

## Amtsträger

### Senat
Verfassungsgemäß bekleidet der Vizepräsident der Vereinigten Staaten gleichzeitig das Amt des Senatspräsidenten unabhängig davon, welche Partei im Senat die Mehrheit stellt. Der Präsident pro tempore wird auf der ersten Sitzung des Senats im Januar 2011 gewählt. Die Mehrheits- und Minderheitsführer werden dann von ihren jeweiligen Fraktionen gewählt.
| Amt           | Amt                   | Name                 | Partei               | Bundesstaat       | Seit |
| ------------- | --------------------- | -------------------- | -------------------- | ----------------- | ---- |
|               | Präsident des Senats  | Joe Biden            | Demokratische Partei | Delaware          | 2009 |
|               | Präsident pro tempore | Daniel Inouye        | Demokratische Partei | Hawaii            | 2010 |
| Patrick Leahy | Präsident pro tempore | Demokratische Partei | Vermont              | 27. Dezember 2012 |      |

#### Führung der Mehrheitspartei
| Amt | Amt             | Name        | Bundesstaat | Seit                                 |
| --- | --------------- | ----------- | ----------- | ------------------------------------ |
|     | Mehrheitsführer | Harry Reid  | Nevada      | 2007 (Demokratenführer seit 2005)    |
|     | Mehrheitswhip   | Dick Durbin | Illinois    | 2007 (Whip der Demokraten seit 2005) |

#### Führung der Minderheitspartei
| Amt | Amt               | Name            | Bundesstaat | Seit |
| --- | ----------------- | --------------- | ----------- | ---- |
|     | Minderheitsführer | Mitch McConnell | Kentucky    | 2007 |
|     | Minderheitswhip   | Jon Kyl         | Arizona     | 2007 |

### Repräsentantenhaus
| Amt | Amt                               | Name         | Wahlkreis | Seit |
| --- | --------------------------------- | ------------ | --------- | ---- |
|     | Sprecher des Repräsentantenhauses | John Boehner | Ohio-8    | 2011 |

#### Führung der Mehrheitspartei
| Amt | Amt             | Name           | Wahlkreis      | Seit |
| --- | --------------- | -------------- | -------------- | ---- |
|     | Mehrheitsführer | Eric Cantor    | Virginia-7     | 2011 |
|     | Mehrheitswhip   | Kevin McCarthy | Kalifornien-22 | 2011 |

#### Führung der Minderheitspartei
| Amt | Amt               | Name         | Wahlkreis     | Seit |
| --- | ----------------- | ------------ | ------------- | ---- |
|     | Minderheitsführer | Nancy Pelosi | Kalifornien-8 | 2011 |
|     | Minderheitswhip   | Steny Hoyer  | Maryland-5    | 2011 |